# Josef Boháč-Heřmanský
Josef Boháč-Heřmanský (23. května 1893 Horní Heřmanice – 11. prosince 1956 Praha), byl český malíř a středoškolský profesor.

## Život
Narodil se v podhůří Orlických hor ve vesnici Horní Heřmanice, nedaleko Lanškrouna v rodině řídícího učitele. Po absolvování obecné školy pokračoval ve studiu na české st. reálce v Olomouci, kde maturoval v roce 1911 a odtud přešel do Prahy na malířskou akademii. Zprvu absolvoval dvouletou přípravu ve všeobecné škole u prof. J.Loukoty a Vl. Bukovace. Během studia však vypukla 1. světová válka a Josef Boháč byl odveden a bojoval na východní frontě. Své válečné zážitky z Haliče, Besarábie, Ukrajiny a Uher vykreslil na svých akvarelech a kresbách.
V roce 1919 se vrátil zpět na pražskou malířskou akademii a pokračoval ve studiu ve speciálním ateliéru prof. Františka Thieleho, u něhož v roce 1921 studium zdárně absolvoval.
V téže době se věnoval rovněž studiu universitnímu, ve kterém se připravoval na svojí budoucí dráhu středoškolského profesora. Roku 1921 podnikl se svým profesorem studijní cestu do Drážďan a Berlína a v témže roce absolvoval státní zkoušku z profesury kreslení. Během studia na byl po dvakráte poctěn cenou akademie, po absolutoriu obdržel Lerchovo stipendium a ve studiích pokračoval v Itálii, kde setrval až do roku 1923. Po návratu ze studií, ještě v témže roce odjel přes Mnichov do Calais a Paříže, později při svém návratu navštívil Brusel, Kolín nad Rýnem, Berlín a Drážďany. Po návratu s ciziny nastoupil službu středoškolského profesora na státním gymnáziu v Benešově, ale nadále bydlel v Praze. Během německé okupace a v prvních letech po osvobození vystavoval malíř na spolkových výstavách.
Na podzim roku 1956 po těžké, dlouhotrvající nemoci ak. malíř Josef Boháč zemřel, pohřben byl na Olšanských hřbitovech.

## Výstavy (výběr)

### Autorské
- 1960 Josef Boháč-Heřmanský, Galerie Nová síň, Praha
- 1971 Josef Boháč-Heřmanský: Paříž a okolí začátku dvacátých let v malířském díle Josefa Boháče-Heřmanského, Galerie U Řečických, Praha

### Kolektivní
- 1934 – Padesátá jubilejní členská výstava Sdružení výtvarníků v Praze 1924–1934, Obecní dům – výstavní sály, Praha
- 1935 – 52. členská výstava Sdružení výtvarníků v Praze, Obecní dům – výstavní sály, Praha
- 1936 – 54. členská výstava Sdružení výtvarníků v Praze, Obecní dům – výstavní sály, Praha
- 1937 – LIX. členská výstava Sdružení výtvarníků v Praze, Obecní dům – výstavní sály, Praha
- 1938 – LXII. členská výstava Sdružení výtvarníků v Praze, Obecní dům – výstavní sály, Praha
  - Výstava Sdružení výtvarníků v Praze, Moravská Ostrava, Moravská Ostrava, Ostrava (Ostrava-město)
- 1940/1941 – Národ svým výtvarným umělcům, Praha, Praha
- 1941 – 100. jubilejní členská výstava Sdružení výtvarníků v Praze, Galerie Sdružení výtvarníků v Praze, Praha
- 1946 – Český národ Rudé armádě
- 2016/2017 – Pohádka – Motivy českého symbolismu a secese, Galerie Smečky, Praha